# Unlimited
Unlimited es el tercer álbum de estudio de la banda noruega de thrash metal Susperia, publicado en 2004. Las reseñas destacaron su sonido similar al de Testament.

## Lista de canciones
| N.º | Título                  | Duración |  |
| 1.  | «Chemistry»             | 4:34     |  |
| 2.  | «The Coming Past»       | 3:42     |  |
| 3.  | «Situational Awareness» | 4:41     |  |
| 4.  | «Devil May Care»        | 5:50     |  |
| 5.  | «Off the Grid»          | 4:24     |  |
| 6.  | «Years of Infinity»     | 4:46     |  |
| 7.  | «Home Sweet Hell»       | 4:44     |  |
| 8.  | «Mind Apart»            | 4:17     |  |
| 9.  | «Beast by Design»       | 4:03     |  |
| 10. | «Untouched»             | 4:34     |  |

## Créditos
- Athera – voz.
- Cyrus – guitarra líder y rítmica.
- Elvorn – guitarra rítmica.
- Memnock – bajo.
- Tjodalv – batería.